# Макагонов, Михаил Александрович
Михаи́л Алекса́ндрович Макаго́нов (6 февраля 1989, Новосибирск) — российский футболист, защитник.

## Карьера
Перешёл в «Амкар» в начале 2007 года. Первые матчи проводил за дубль, за основной состав дебютировал в кубковом матче против «Ротора» 27 июня 2007 года, после чего отправился в аренду во Второй дивизион, где провёл 6 матчей, выиграл лигу и Кубок ПФЛ. Весь 2008 год Макагонов провёл в дубле, где сыграл в 28 матчах. Перед сезоном 2009 года получил капитанскую повязку молодёжного состава «Амкара». Но уже к 12 туру был вызван в основной состав клуба, ввиду травм основных игроков. В том же туре дебютировал за «Амкар» в победном матче с «Томью». В дальнейшем футболист продолжил тренироваться с первой командой и сыграл в двух кубковых матчах — с курским и подольским «Авангардами». Сезон 2010 года начал в молодёжном составе, в основном составе появился в матче против «Сатурна», отыграв 53 минуты на позиции правого полузащитника. С августа по декабрь 2010 на правах аренды выступал за «Динамо» из Санкт-Петербурга.
В марте 2011 года перешёл на правах аренды в клуб Второго дивизиона «Октан». В первой половине сезона он провёл все матчи в стартовом составе, вследствие чего клуб выкупил права на игрока. Первый гол за «Октан» защитник забил в ворота «Горняка». По окончании сезона и контракта перешёл в клуб «Зенит-Ижевск».

## Личная жизнь
Брат выступал за МФК «Сибиряк».